# Nel grigio
Nel grigio è un dipinto di Wassily Kandinsky del 1919. È realizzato a olio su tela e misura cm 129x176. Viene custodito a Parigi, nel Centre Pompidou.